# Otonabee-South Monaghan (Ontario)
Otonabee-South Monaghan – gmina (ang. township) w Kanadzie, w prowincji Ontario, w hrabstwie Peterborough.
Powierzchnia Otonabee-South Monaghan ma 349,47 km².
Według danych ze spisu powszechnego 2001 roku liczyło 6669 mieszkańców (19,08 os./km²).